# Пікінер Ірина Олександрівна
Іри́на Олекса́ндрівна Пікіне́р (* 1990) — українська плавчиня, майстер спорту України міжнародного класу з плавання.

## З життєпису
Народилась 1990 року. Проживає в місті Кривий Ріг. Вихованка криворізької ДЮСШ № 2 та спортивного клубу «Південний».
На Чемпіонаті Європи з підводного швидкісного плавання-2014 (Ліньяно-Сабб'ядоро) на дистанціях 200 м, 100 м і 50 м завоювала три бронзові нагороди, встановила при цьому рекорди України на кожній з дистанцій.
На I Європейських іграх студентів стала чемпіонкою на дистанції 100 м, завоювала срібну нагороду на дистанції 200 м і стала бронзовою призеркою на дистанції 50 і в естафеті 4 × 50 м «вільним стилем».
На Чемпіонаті світу з підводного швидкісного плавання-2015 завоювала дві бронзові нагороди — на дистанціях 100 м і 50 м (Яньтай).
На Чемпіонаті світу з підводного швидкісного плавання-2016 (Волос) здобула 2 срібні нагороди — дистанції 50 і 100 метрів.
Бронзова призерка Всесвітніх ігор-2017 (Познань) — дистанція 100 метрів.
2019 року у складі національної збірної України посіла друге місце на дистанції 50 метрів у біластах (Чемпіонат Європи у грецькому місиі Яніна)..
Випускниця Дніпропетровського державного університету фізичної культури і спорту.